# Bernd Heuermann
Bernd Heuermann (* 13. November 1954) ist ein deutscher Jurist. Er war von 2001 bis 2020 Richter am Bundesfinanzhof.

## Leben und Wirken
Heuermann trat nach Abschluss seiner juristischen Ausbildung an der Universität Münster 1984 in den höheren Dienst der Finanzverwaltung des Landes Nordrhein-Westfalen ein. Von 1988 bis Anfang 1995 war er als Richter am Finanzgericht Münster tätig. Während dieser Zeit erfolgte eine dreijährige Abordnung als wissenschaftlicher Mitarbeiter an den Bundesfinanzhof. Im März 1995 wechselte Heuermann an das Thüringer Finanzgericht in Gotha. Dort wurde er 1997 zum Vorsitzenden Richter ernannt. Heuermann ist promoviert.
Nach seiner Ernennung zum Richter am Bundesfinanzhof im Juni 2001 wies das Präsidium Heuermann dem IX. Senat zu. Mit seiner Ernennung zum Vorsitzenden Richter im September 2013 übernahm er den Vorsitz des für Umsatzsteuer zuständigen V. Senats. Zudem war er Mitglied im Großen Senat des Bundesfinanzhofs. Heuermann trat am 31. Juli 2020 in den Ruhestand.
Heuermann ist seit vielen Jahren an der Universität Heidelberg Lehrbeauftragter der juristischen Fakultät und wurde dort 2015 zum Honorarprofessor ernannt.